# Comuna Malovăț, Mehedinți
Malovăț este o comună în județul Mehedinți, Oltenia, România, formată din satele 23 August, Bârda, Bobaița, Colibași, Lazu, Malovăț (reședința) și Negrești.

## Demografie
Componența etnică a comunei Malovăț
     Români (93,51%)
     Alte etnii (6,49%)
Componența confesională a comunei Malovăț
     Ortodocși (93,16%)
     Alte religii (0,15%)
     Necunoscută (6,68%)
Conform recensământului efectuat în 2021, populația comunei Malovăț se ridică la 2.618 locuitori, în scădere față de recensământul anterior din 2011, când fuseseră înregistrați 2.780 de locuitori. Majoritatea locuitorilor sunt români (93,51%). Din punct de vedere confesional, majoritatea locuitorilor sunt ortodocși (93,16%), iar pentru 6,68% nu se cunoaște apartenența confesională.

## Politică și administrație
Comuna Malovăț este administrată de un primar și un consiliu local compus din 11 consilieri. Primarul, Ion Michescu[*], de la Partidul Social Democrat, este în funcție din 2016. Începând cu alegerile locale din 2024, consiliul local are următoarea componență pe partide politice:
|  | Partid                          | Consilieri | Componența Consiliului | Componența Consiliului | Componența Consiliului | Componența Consiliului | Componența Consiliului | Componența Consiliului | Componența Consiliului | Componența Consiliului | Componența Consiliului |
|  | ------------------------------- | ---------- | ---------------------- | ---------------------- | ---------------------- | ---------------------- | ---------------------- | ---------------------- | ---------------------- | ---------------------- | ---------------------- |
|  | Partidul Social Democrat        | 9          |                        |                        |                        |                        |                        |                        |                        |                        |                        |
|  | Partidul Național Liberal       | 1          |                        |                        |                        |                        |                        |                        |                        |                        |                        |
|  | Alianța pentru Unirea Românilor | 1          |                        |                        |                        |                        |                        |                        |                        |                        |                        |

## Persoane născute aici
- Ecaterina Andronescu (n. 1948), politiciană și fost ministru, rector
- Vasile Ciobanu (n. 1971), interpret de muzică populară românească